# Nieva de Cameros
Nieva de Cameros ist ein Bergort und eine zur bevölkerungsarmen Region der Serranía Celtibérica gehörende Gemeinde (municipio) mit insgesamt nur noch 86 Einwohnern (Stand: 2024) in der Autonomen Gemeinschaft La Rioja im Norden Spaniens.

## Lage und Klima
Der Ort Nieva de Cameros liegt in einem Seitental des Río Iregua gut 41 km (Fahrtstrecke) südwestlich der Provinzhauptstadt Logroño in einer Höhe von ca. 1020 m. Das Klima ist gemäßigt bis warm; Regen (ca. 635 mm/Jahr) fällt hauptsächlich im Winterhalbjahr.

## Bevölkerungsentwicklung
| Jahr      | 1857 | 1900 | 1950 | 1995 | 2018 |
| Einwohner | 571  | 711  | 454  | 128  | 92   |

Infolge der Mechanisierung der Landwirtschaft, der Aufgabe bäuerlicher Kleinbetriebe und des daraus resultierenden geringeren Arbeitskräftebedarfs ist die Einwohnerzahl seit der Mitte des 20. Jahrhunderts deutlich zurückgegangen.

## Wirtschaft
Die Gemeinde war jahrhundertelang zum Zweck der Selbstversorgung landwirtschaftlich orientiert, wobei die Viehwirtschaft (Milch, Käse, Fleisch) im Vordergrund stand. Darüber hinaus wurde aus der Schafswolle Kleidung hergestellt. Heute werden vor allem im Sommerhalbjahr Ferienwohnungen (casas rurales) vermietet. Zur Gemeinde gehört auch der noch knapp 20 Einwohner zählende Weiler (pedanía) Montemediano de Cameros.

## Geschichte
Keltiberische, römische, westgotische und selbst islamisch-maurische Siedlungsspuren wurden auf dem Gemeindegebiet nicht entdeckt. Das hochgelegene Gebiet diente jahrhundertelang als Sommerweide für Schafe und Ziegen. Eine militärische Rückeroberung (reconquista) durch die Christen fand wohl nicht statt, doch wurde der Platz im Rahmen der Repoblación allmählich besiedelt. Im Mittelalter war die Region zwischen den Königreichen Kastilien und Königreich Navarra umstritten. Im Mittelalter gehörte das Gebiet der Tierra de Cameros zeitweise zum Besitz des Hauses Lara, also zu Kastilien. Im Jahr 1366 übergab der kastilische König Heinrich von Trastamara etwa 40 Dörfer im Gebiet der Tierra de Cameros an seinen Getreuen Juan de Arellano, dessen Nachfolger, die Condes de Águilar und die Duques de Abrantes, lange Zeit die Grundherren (señores) der Gegend blieben. Nach der Abschaffung aller Grundherrschaften im Jahr 1811 kamen die Cameros zur Provinz Soria und im Jahr 1822 zur neugeschaffenen Provinz Logroño, aus der später die Region La Rioja hervorging.

## Sehenswürdigkeiten

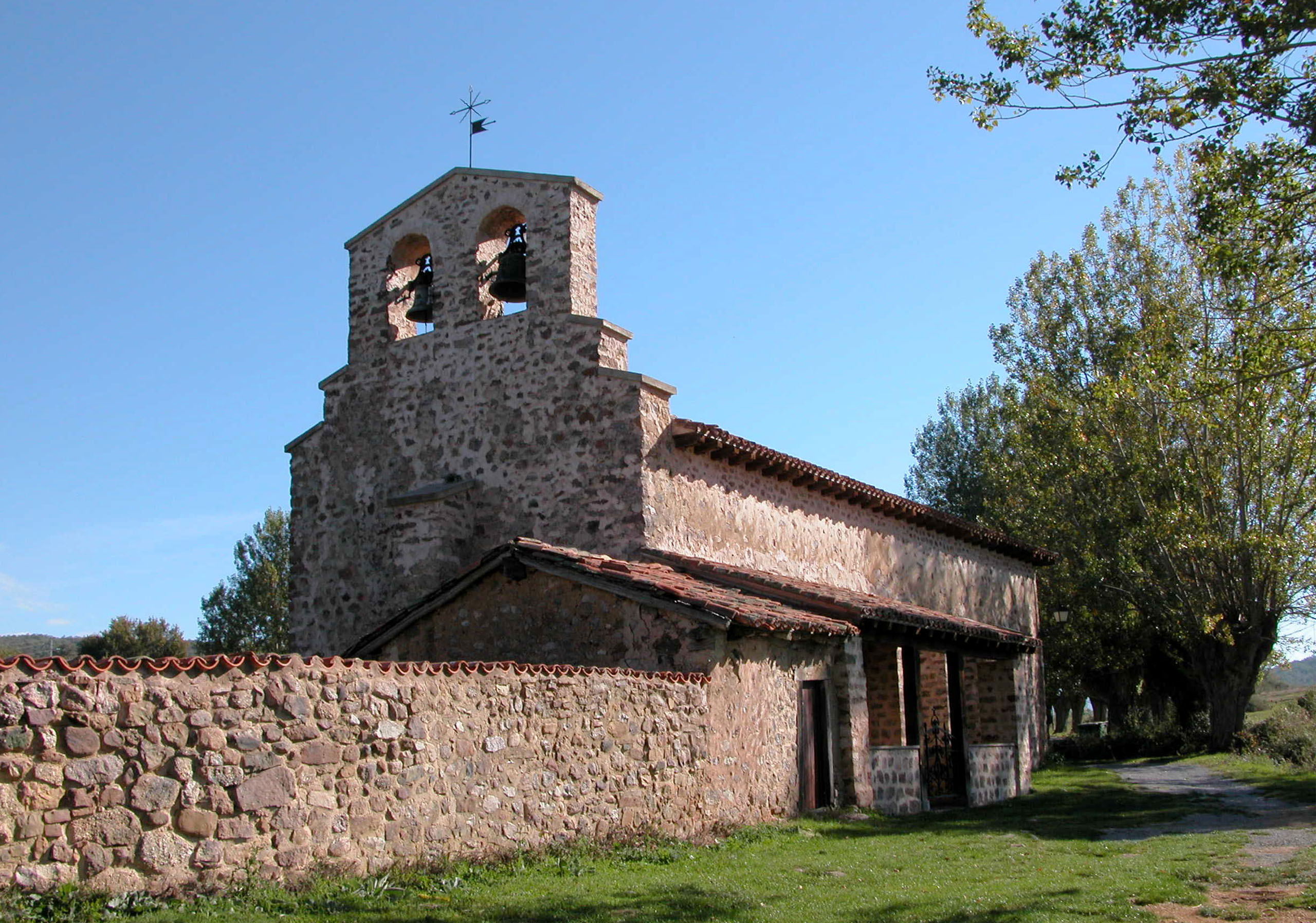
Kirche im Weiler Montemediano

- Die auf einer Bergspitze über dem Ort thronende Burg (castillo) gehörte im Verlauf ihrer Geschichte verschiedenen Grundherren (señores).[4]
- Die größtenteils aus unbehauenen Bruchsteinen errichtete einschiffige und nur zweijochige Iglesia de San Martín stammt aus dem 16. Jahrhundert; das aus Ziegelsteinen bestehende Glockengeschoss des Turmes wurde im 18. Jahrhundert hinzugefügt. Im Innern findet sich eine Muttergottesstatue aus dem 12. Jahrhundert.[5]
- Im Ort und in seiner Umgebung stehen mehrere Kapellen (ermitas).

Montemediano
- Die ebenfalls aus Bruchsteinen erbaute kleine Iglesia de la Visitación im etwa 3,5 km südlich gelegenen Weiler Montemediano hat einen zweigeteilten Glockengiebel (espadaña); der Eingang befindet sich jedoch auf der Südseite.